# 텍사스주의 역사
미국의 일부로 텍사스의 역사는 1845년부터 시작된다. 이 지역에 사람이 살았던 역사는 후기 구석기 시대까지 거슬러 올라간다. 그 역사는 스페인, 프랑스, 멕시코, 텍사스 공화국, 남부 동맹, 미국, 6 개의 독립적인 주의 일부로 형성되고 있다. 1820년대부터 미국에서 이민이 들어와 점차 멕시코 인을 상회하게 되었다.
1836년, 텍사스의 히스패닉 테하노들과 함께 그들은 멕시코에서 독립 투쟁을 일으켜 독립을 인정하지 않는 멕시코 군을 물리쳤다. 독립 국가로 10년 후 텍사스는 1845년 미국과 합병했다.
서부 개척자의 주는 대규모 가축을 방목과 목화 농업을 가진 특징이 있었다. 20세기 들어 급격히 성장했고, 1994년에는 미국에서 두 번째 인구의 큰 주이며, 하이테크 산업을 기반으로 경제는 매우 다각화되었다. 텍사스 주는 미국 남부 테하노, 아프리카계 미국인, 독일계 텍사스 사람 각각의 문화 교류에서 형성되고 있다.

## 원주민
현재 텍사스 살았던 원주민 부족은 아파치족, 아타카파족, 비다이족(Bidai), 캐도족, 코만치족, 체로키족, 카란카와족, 카이오와족, 톤카와족, 위치타족을 포함한다.
연방 정부의 공인을 받은 부족으로는 다음의 3개가 있다.
- 알래배마 족 - 텍사스 코우샤타 족
- 키카푸 족
- 푸에블로 족

..

## 프랑스령 텍사스

프랑스 부르봉 왕가의 깃발

스페인인이 현재 텍사스 남부 경계에 매우 초기부터 명목상 군대를 파견했다고 해도, 처음 텍사스의 주요 부분과 중심부에 정착한 유럽인은 프랑스인이었다. 그러나 프랑스 식민지는 단명의 존재로 끝났다. 당시 미국 내륙을 탐험하고, 귀국한 프랑스 귀족 라 사르는 멕시코만에서 미시시피강 하구에 프랑스 식민지를 만들 계획을 했다. 1684년, 그들은 4척의 배와 300명의 이주민과 함께 프랑스를 떠났다. 원정은 해적과 적의를 품은 인디언, 익숙하지 않은 항해에 시달렸다. 한 척의 배는 카리브해의 해적에 의해 빼앗겼고, 두 번째 배는 마타고루다 만에 침몰했으며, 세 번째 선박은 그곳에서 좌초했다. 그럼에도 불구하고 그들은 빅토리아 근처에, 세인트 루이스 요새를 건설했다.
라 사르는 텍사스에서 미시시피까지 최단 경로를 찾을 수 있도록, 동쪽으로 도보하여 세 번째 원정대를 이끌었다. 세 번째 원정에서 그는 36명이 반란을 일으켜 현재 나바소타에 가까운 곳에서 4명의 폭도에 의해 살해당했다. 식민지 세인트 루이스 요새는 카란카와 인디언에게 남아 있던 20명의 성인이 몰살당하고, 5명의 아이들은 포로로 잡혀 1688년까지 버틸 수 없었다. 그 요새의 비극을 알았던 톤티는 1689년 정찰단을 파견했지만, 요새에 생존자는 없었다.
텍사스 식민지의 실패에도 불구하고 스페인인이 땅을 개척했고, 식민지 실패 이후에도 프랑스는 텍사스가 자국 영토임을 주장을 계속했다. 택사스의 역사에 있어서 프랑스령 시대의 흔적으로 남아 있는 것은 텍사스주 휘장과 전통있는 식스 플랙스 오버 텍사스의 첫 번째 (또는 두 번째)로 기념하고 있다.

## 스페인령 텍사스
프랑스 요새의 붕괴 소식이 전해진 후, 스페인인들이 텍사스에 정착을 시작했다. 스페인인들은 많은 세인트 루이스 탐사를 통해, 텍사스의 지리를 잘 알고 있었다. 1690년 3월 아론소 데 레온은 동 텍사스에 전도소를 설립하기 위해 탐사대를 이끌었다. 산 프란치스코 데 로스 테하스 전도소는 5월 말 네베다체스의 하시나이 마을 근처에 완공되었다. 최초의 미사는 7월 1일 열렸다. 1691년 1월 23일, 스페인은 텍사스의 첫 주지사로 도밍고 테란 데 로스 리오스를 임명했다. 8월 산 프란치스코 전도소로 향하는 도중, 성직자들이 근처에 새로운 전도소를 세웠다는 것을 알게 되었지만, 인디언들을 개종시키지는 못하고 있었다. 인디언들은 정기적으로 전도소의 소와 말을 훔쳤고, 성직자를 조금도 존중하지 않았다. 테란이 그해 텍사스를 떠날 때, 대부분의 전도사들은 그와 함께 돌아가는 것을 선택했으며, 그곳에는 3명의 신도와 9명의 군인만 남았다. 그 무리도 또한 천연두가 휩쓴 후에 떠나게 되었다. 화난 캐도 족이 남아 있는 스페인인들을 위협하자, 그들은 곧 전도소를 떠나 코아우일라로 돌아갔다. 그 후 20년동안 스페인인 텍사스를 무시했다.

## 텍사스 공화국

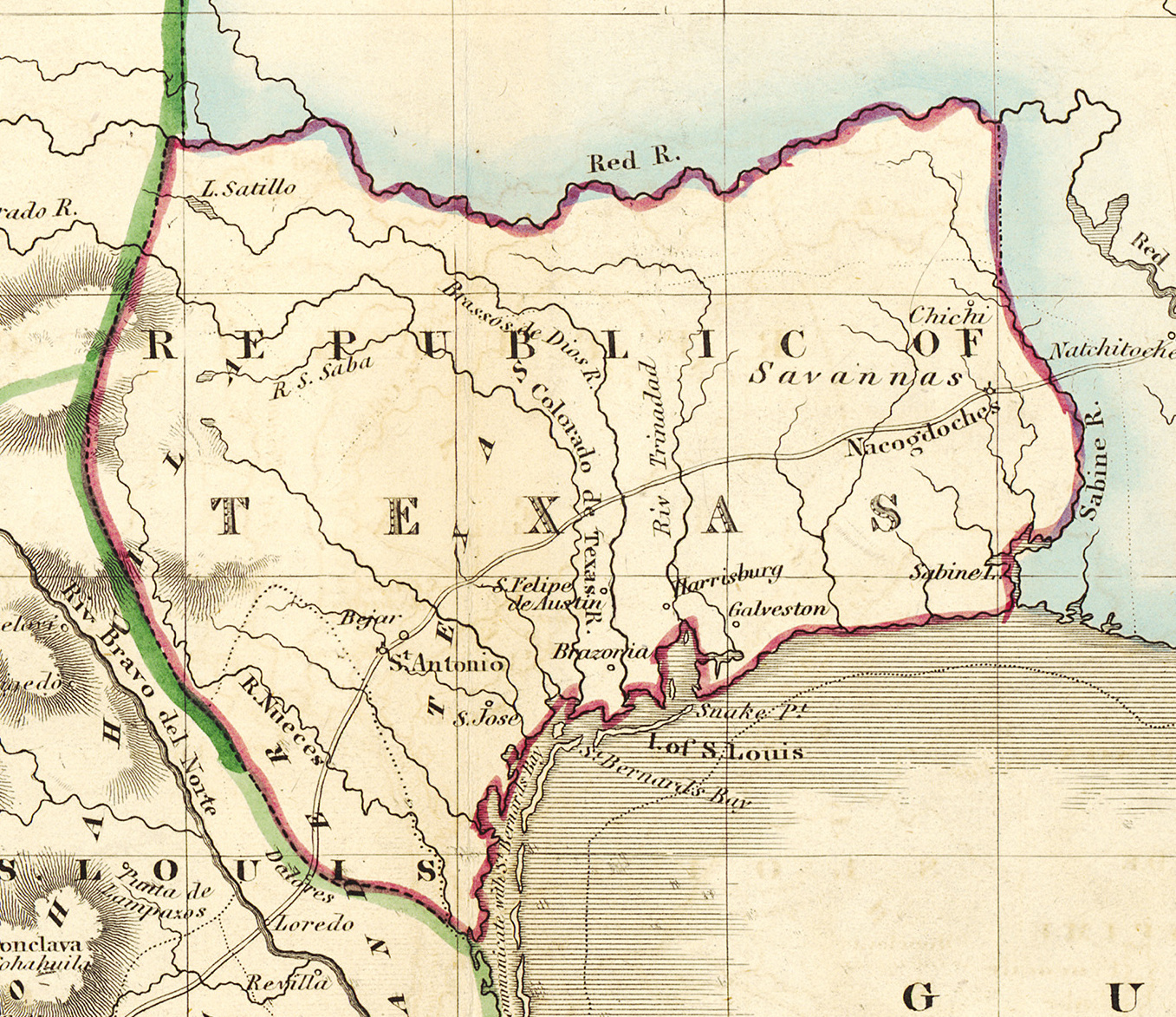